# Гоздница (город)
Гоздница (пол. Gozdnica, нем. Freiwaldau) — город в Польше, входит в Любушское воеводство, Жаганьский повят. Имеет статус городской гмины. Занимает площадь 23,88 км². Население — 3398 человек (на 2008 год).